# ماساكازو فوكودا
ماساكازو فوكودا (باليابانية: 福田雅一) هو مصارع هاوي ياباني، ولد في 17 مايو 1972 في أوتاوارا في اليابان، وتوفي في 19 أبريل 2000 في كيسين-نوما في اليابان بسبب نزف مخي.

## روابط خارجية
- ماساكازو فوكودا على موقع CageMatch worker (الإنجليزية)